# Hỏa chúc quỷ
Hỏa chúc quỷ (tựa gốc tiếng Hoa: 火燭鬼, tạm dịch: Ma đuốc lửa, tựa tiếng Anh: Burning Sensation) là một bộ phim kinh dị - hài hước - tình cảm của Hồng Kông do đạo diễn Ngọ Mã thực hiện, được phát hành vào năm 1989. Phim có sự tham gia của diễn viên Chung Trấn Đào, Trịnh Du Linh, Ngọ Mã, Lê Yến San, Diệp Vinh Tổ và Hoàng Triêm.

## Nội dung
Phim kể về một nữ diễn viên hát tuồng có tên là A Linh, trong lúc đang biểu diễn thì một cơn hỏa hoạn xảy ra khiến Linh bị chết. Ba mươi năm sau, anh chàng lính cứu hỏa tên A Kiện cùng với đội của anh đến chữa cháy cho một khu chung cư. Kiện nhìn thấy vong hồn Linh kêu cứu trên lầu, anh cố vượt qua đám cháy và chạy lên lầu, cứu được bài vị của Linh.
Sau khi chứng kiến Kiện xả thân chỉ để cứu một cái bài vị, đội trưởng đội cứu hỏa cho Kiện nghỉ phép một tháng vì nghĩ rằng Kiện bệnh hoạn. Hồn ma của Linh xem Kiện là ân nhân, lúc nào cô cũng đi theo giúp đỡ Kiện. Ông anh trai của Kiện có tên Mã Hậu Pháo, làm nghề phát thanh viên trên đài, đồng ý cho Kiện về sống chung nhà. Vào thời điểm đó, Phiêu Hồng - một hồn ma hung dữ và độc ác, có mối thù sâu nặng với đàn ông, thường hay đi sát hại đàn ông mỗi đêm. Ông Mã và Phiêu Hồng gặp nhau tại quán bar, Phiêu Hồng giả vờ thân thiện rồi dụ ông Mã uống rượu thật say, sau đó Phiêu Hồng đưa ông Mã về nhà.
Phiêu Hồng định dùng cái lưỡi dài để giết ông Mã, may là Kiện bước ra đúng lúc. Kiện dìu ông Mã vào phòng ngủ, Phiêu Hồng liền quay qua quyến rũ Kiện. Linh sợ Phiêu Hồng làm hại Kiện nên đã hiện ra ngăn chặn Phiêu Hồng. Cảm thấy không có cơ hội giết hai anh em Kiện và ông Mã, Phiêu Hồng biến mất. Còn về phần Kiện và Linh, hai người thích nhau ngay từ lần đầu gặp mặt, họ yêu nhau. Kiện và ông Mã rất ngạc nhiên khi biết được Linh là ma, nhưng sự hiền lành của Linh cộng với tình yêu đích thực Linh dành cho Kiện đã giúp Kiện và ông Mã an tâm hơn.
Phiêu Hồng tuyên bố là sẽ đến giết hai anh em Kiện và ông Mã vào đêm mai. Linh dặn Kiện nếu như Phiêu Hồng đến thì mở tivi lên, Linh sẽ từ trong tivi nhảy ra cứu Kiện. Ông Mã đi nhờ ông Trần giúp đỡ, ông Trần bị mù nhưng hiểu biết nhiều điều, ông Trần kêu hai anh em ông Mã lấy bột trét vào người để Phiêu Hồng không nhìn thấy. Đêm hôm đó, Phiêu Hồng đến nhà ông Mã và hoàn toàn không nhìn thấy Kiện, ông Mã và ông Trần vì ba người đã trét bột khắp người. Tivi được mở lên, Linh nhảy ra đánh nhau với Phiêu Hồng.
Đến giờ thiêng, ánh trăng chiếu vào tượng Phật trong nhà, tượng Phật chiếu một tia sáng vào người Phiêu Hồng khiến ả bị tan biến. Linh cũng bị tia sáng kia chiếu vào người, cô bay vào tivi. Từ khi Linh biến mất, Kiện trở thành người mất trí nhớ. Quá thương em trai mình nên ông Mã hỏi ông Trần làm cách nào để cứu Kiện. Ông Trần làm phép cho Kiện bay vào tivi, trở về thời điểm ba mươi năm trước để cứu Linh khỏi cơn hỏa hoạn. Ông Mã đập vỡ cái tivi, giúp Kiện và Linh bay ra ngoài. Từ đó Kiện, Linh và ông Mã sống chung với nhau, gia đình họ rất hạnh phúc.

## Diễn viên
- Chung Trấn Đào vai A Kiện
- Trịnh Du Linh vai A Linh
- Ngọ Mã vai Mã Hậu Pháo
- Lê Yến San vai Phiêu Hồng
- Diệp Vinh Tổ vai Ông mập
- Hoàng Triêm vai Ông Trần
- Điền Tuấn vai Đội trưởng đội cứu hỏa
- Ca Li vai Tài xế taxi